# شووا-کو، ناگویا
شووا-کو، ناگویا (به لاتین: Shōwa-ku, Nagoya) یک منطقهٔ مسکونی در ژاپن است که در ناگویا واقع شده‌است. شووا-کو ۱۰٫۹۴ کیلومترمربع مساحت و ۱۰۵٬۳۶۰ نفر جمعیت دارد.